# Alexandra Gray

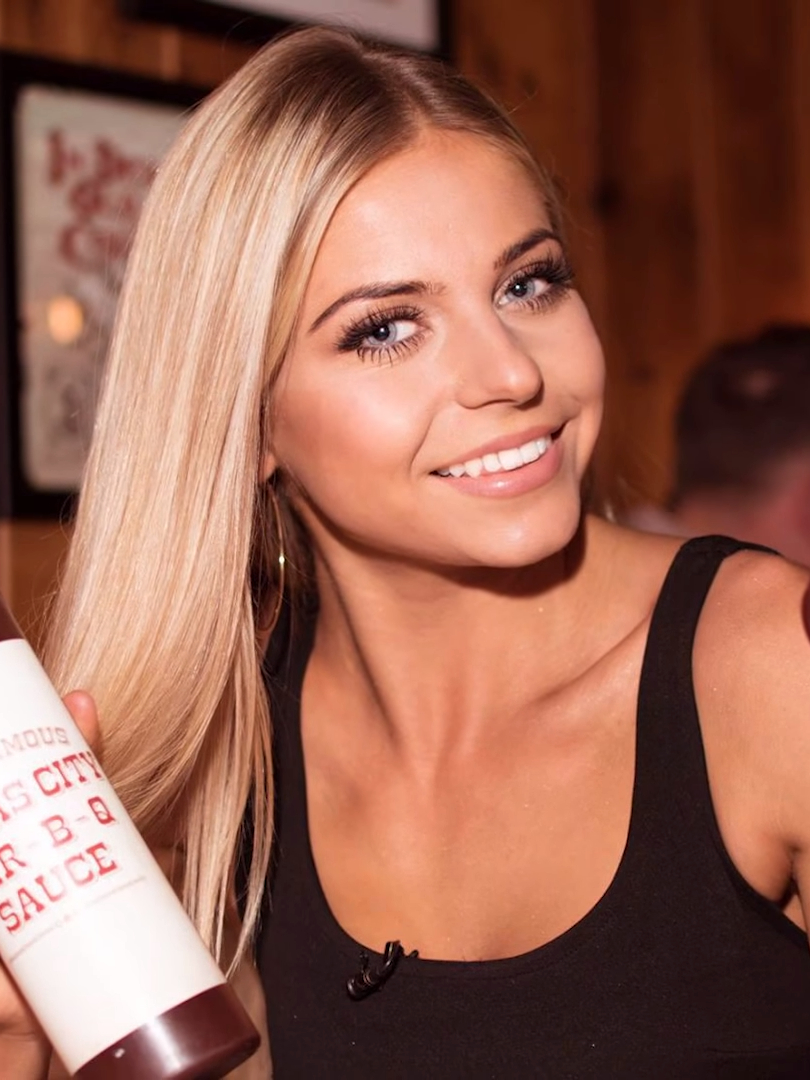
Alexandra Gray (2017)

Alexandra „Alex“ Gray (* 18. September 1995) ist eine britische Fernsehmoderatorin und Schauspielerin aus England. Sie gehört seit Juni 2018 zur Royal Flush Crew der Pokerturnierserie World Poker Tour.

## Werdegang
Gray stammt aus Cambridge. Sie studierte Psychologie am University College London und arbeitete nach ihrem Abschluss sieben Monate in einem Büro. Anschließend zog Gray nach Los Angeles, wo sie sich auf eine Stelle in der Royal Flush Crew der World Poker Tour bewarb. Seit Juni 2018 gehört sie dem Team an, das für die übertragenden Fernsehsender aus den Fox Sports Networks Hintergrundinformationen zu den jeweiligen Stopps der ganzjährig ausgespielten Pokerturnierserie bereitstellt sowie Interviews mit Spielern und Funktionären führt. Gray spricht fließend Französisch und hat Grundkenntnisse in Spanisch. Sie lebt in London.